# 巴夫列内农村居民点
巴夫列内农村居民点（俄语：Бавленское сельское поселение）是俄罗斯联邦弗拉基米尔州科利丘吉诺区所属的一个农村居民点。其下辖有13个居民点，行政中心为巴夫列内。据2016年统计，该农村居民点的人口为3544人。